# 世界知识产权组织表演和录音制品条约
世界知识产权组织表演和录音制品条约（英語：WIPO Performances and Phonograms Treaty - WPPT），是1996年世界知识产权组织制订的条约。条约订于瑞士日内瓦，于2002年5月20日生效，保存人是世界知识产权组织总干事。

## 背景
各缔约国出于以尽可能有效和一致的方式发展和维护保护表演者和录音制品制作者权利的愿望，制订条约各条款。

## 内容
条约涉及表演者、录音制品制作者的知识产权。

### 表演者
条约规定对以录音制品录制的表演，表演者享有复制权、发行权、出租权和提供权；对未录制的表演，表演者享有广播权、向公众传播的权利和录制权。除此经济权力，表演者还享有精神权力。

### 录音制品制作者
条约规定对录音制品，录音制品制作者享有复制权、发行权、出租权和提供权。